# Embraer EMB 121 Xingu
Embraer EMB 121 Xingu (вимовляється "шингу") — турбогвинтовий літак, який будувала бразильська авіабудівна компанія Embraer. Конструкція цього літака базується на EMB 110 Bandeirante, з використанням його крила і двигунів, а фюзеляж повністю новий. EMB 121 виконав перший політ 10 жовтня 1976 року.
Модифікований варіант EMB 121, під назвою EMB 121A1 Xingu II, був представлений 4 вересня 1981 року з більш потужними двигунами (PT6A-135), збільшеною кількістю місць (8 або 9 пасажирів) та збільшеним паливним баком.
До завершення виробництва в серпні 1987 року, Embraer випустив 106 літаків EMB 121, 51 з яких були експортовані в країни за межами Бразилії. В даний час на озброєнні ВПС Франції знаходиться 43 літаки і це найбільший їх оператор.

## Варіанти
- EMB 121A Xingu I : Pratt & Whitney Canada PT6A-28
- EMB 121A1 Xingu II : Pratt & Whitney Canada PT6A-135
- EMB 121V Xingu III : Pratt & Whitney Canada PT6A-42
- EMB 123 Tapajós: планувався варіант з двигунами Pratt & Whitney Canada PT6A-45
- VU-9 : Варіант для ВПС Бразилії.

## Військові оператори
Бразилія
- ВПС Бразилії

 Франція
- ВПС Франції
- ВМС Франції

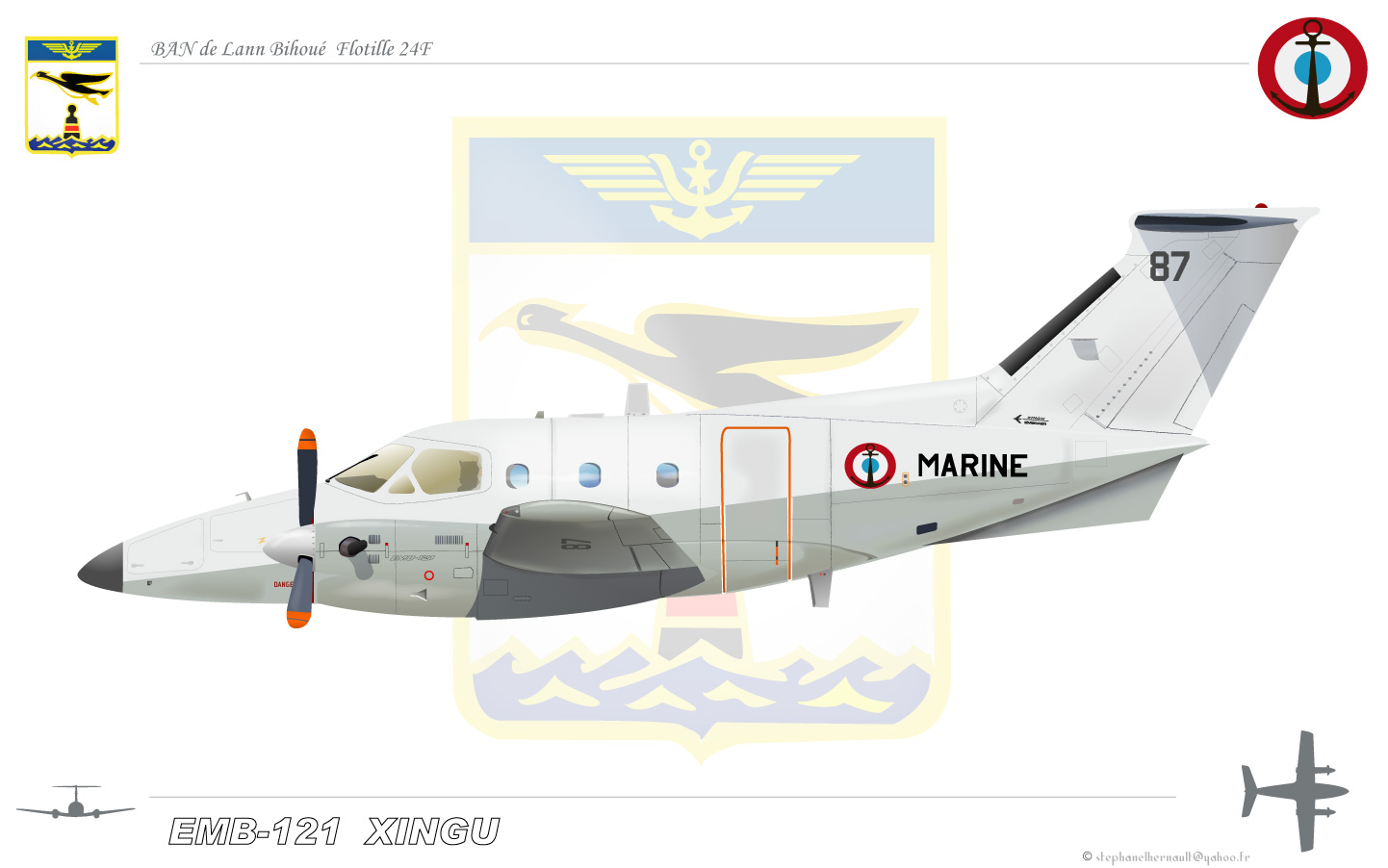
Embraer Xingu - Ескадрілья 24F
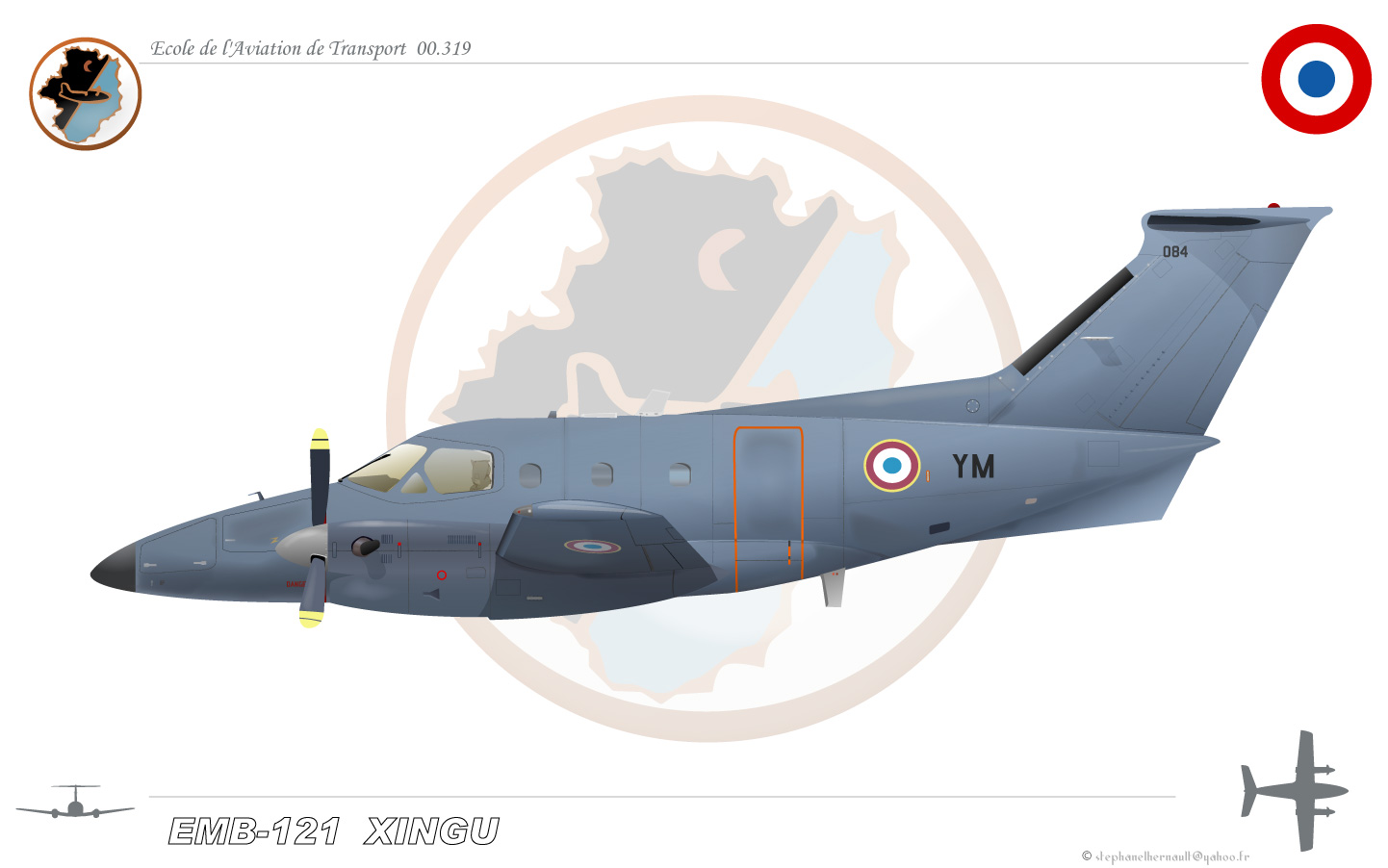
Embraer Xingu - Транспортна льотна школа на авіабазі Авор
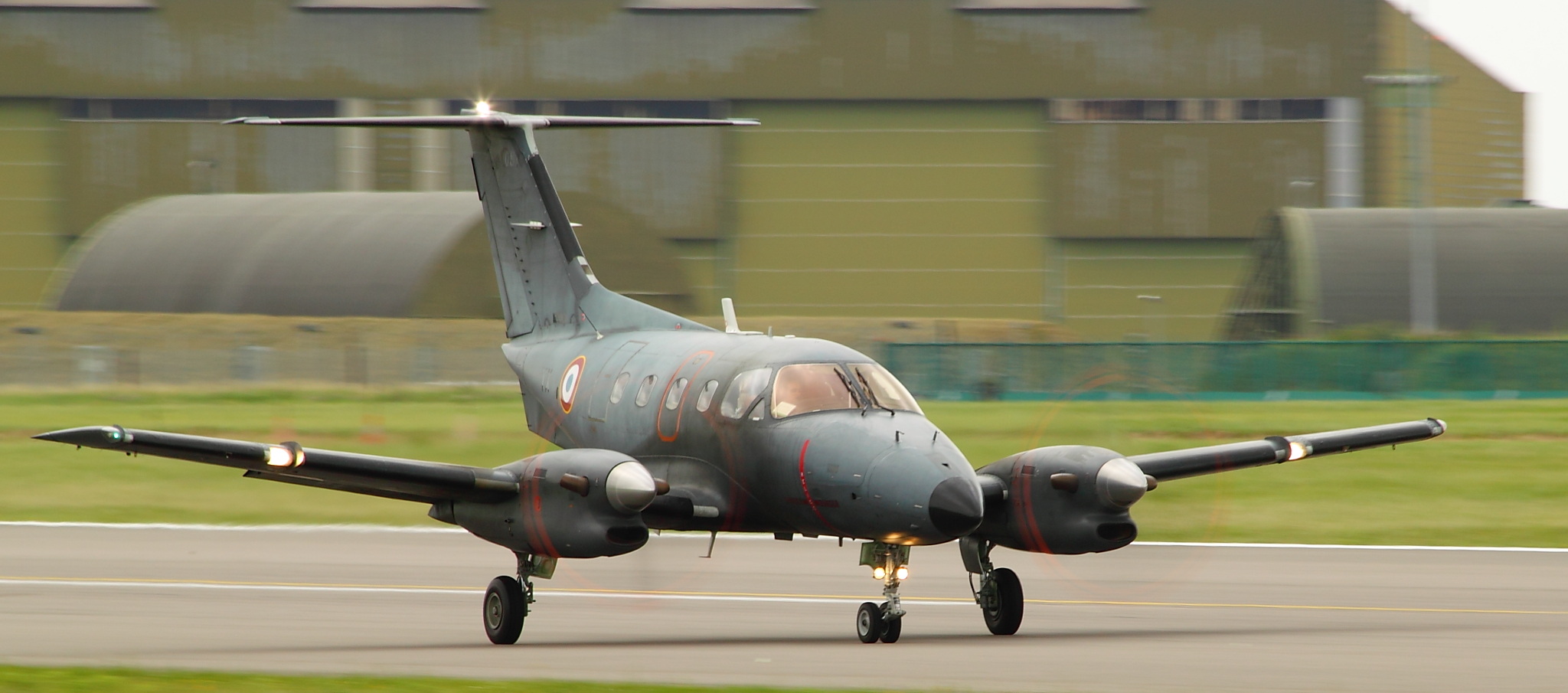
На службі у ВПС Франції

## Специфікації (EMB 121A1 Xingu II)

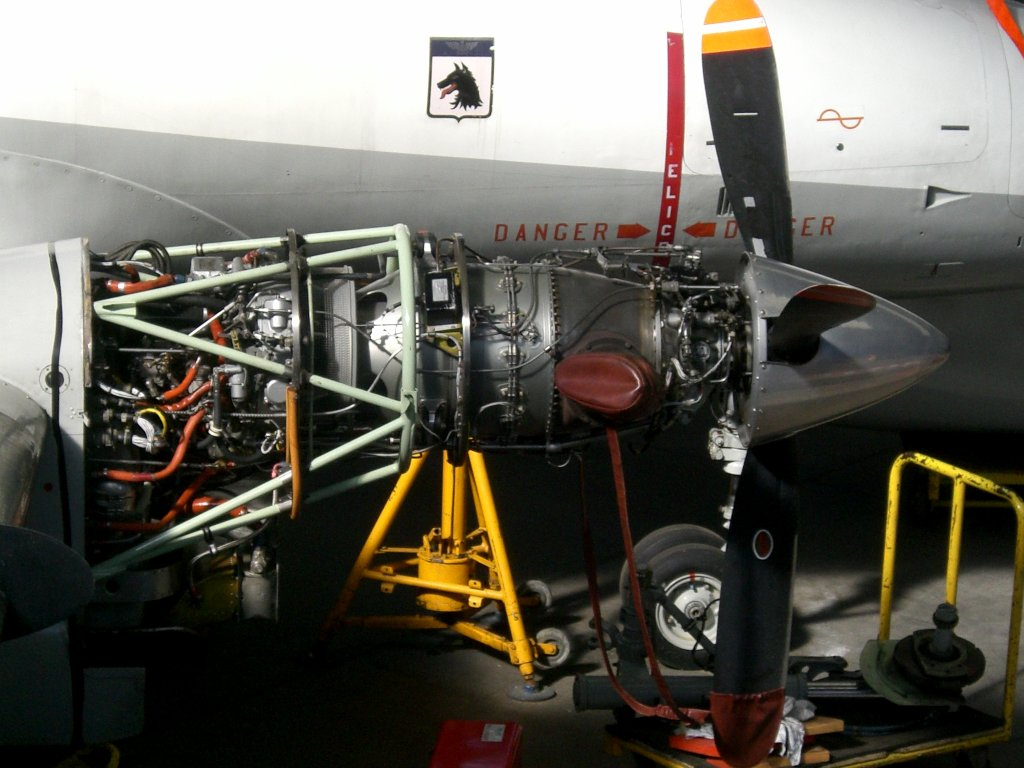
Двигун PT6A-28 зблизька

Джерело: Jane's All The World's Aircraft 1988–89
Основні характеристики
- Екіпаж: 2 пілота
- Пасажиромісткість: 8-9 пасажирів
- Довжина: 12,25 м
- Висота: 4,84 м
- Розмах крила: 14,05 м

- Площа крила: 27,50 м²
- Максимальна злітна маса: 5670 кг
- Силова установка: 2 ×  Pratt & Whitney Canada PT6A-135  760 кс ( 560 кВт)

Льотні характеристики
- Крейсерська швидкість: 380 км/год
- Практична дальність: 2278 км

## Зовнішні посилання
Вікісховище має мультимедійні дані за темою: Embraer EMB 121 Xingu